# Museo d'arte contemporanea di Nagi
Il Museo d'arte contemporanea di Nagi (奈義町現代美術館?, Nagi-chō gendai bijutsukan), noto anche con il nome internazionale Nagi Museum Of Contemporary Art o semplicemente Nagi MOCA, è un museo situato a Nagi, nella prefettura di Okayama in Giappone.
Aperto nel 1994, l'edificio è stato progettato da Arata Isozaki ed è composto da vari blocchi interconnessi fra loro che ospitano la collezione permanente, due gallerie per mostre temporanee dedicate all'arte contemporanea, una biblioteca, un centro informazioni turistiche e due spazi commerciali e ristorativi.

## Collezione permanente
La collezione permanente del museo è composta da tre opere monumentali site-specific realizzate da Aiko Miyawaki, Kazuo Okazaki e Shūsaku Arakawa & Madeline Gins. Le tre opere sono connesse da uno spazio distributivo che ospita alle pareti vari schizzi e disegni preparatori realizzati dagli artisti e illustrativi del loro processo creativo.

### Opere
- Aiko Miyawaki, Terra (大地?, Daichi)

Una foresta formata da numerosi cavi di metallo, le cui estremità sono fissate a terra mentre le parti libere disegnano delle curve nell'aria intrecciate fra loro. Le basi a cui sono fissati i cavi sono collocate sia all'esterno in una vasca d'acqua, sia all'interno in un'ampia sala; entrambi gli spazi sono pavimentati a ciottoli, il che fornisce continuità fra la parte esterna e quella interna dell'opera. I cavi curvati sono molto leggeri, quindi vibrano se sfiorati o anche solo con lo spostamento d'aria dato dal vento o dal passaggio dei visitatori. generando movimento.
- Kazuo Okazaki, Luna (月?, Tsuki)
- Shūsaku Arakawa + Madeline Gins, Sole (太陽?, Taiyō)